# Organisme municipal et intermunicipal de transport de Sainte-Julie
L'Organisme municipal et intermunicipal de transport de Sainte-Julie (OMITSJ) est, jusqu'au 31 mai 2017 inclusivement, un organisme qui organise et gère la desserte du transport en commun à Sainte-Julie, au Québec. Depuis le 1er juin 2017, le Réseau de transport métropolitain, adoptant l'image de marque «exo» en mai 2018, est l'exploitant qui a succédé à l'OMITSJ. Le service de transport en commun offert sur le territoire de la municipalité Sainte-Julie par exo s'appelle désormais exo - Secteur Sainte-Julie. 